# Johan Anton Stroeve
Johan Anton Stroeve (Semarang, 2 september 1921 – Springwood, 9 juni 2000) was Engelandvaarder.

## Levensloop
Stroeve werd geboren in Semarang als zoon van Jacob Herman Stroeve en Catharina Johanna Agterberg. Zijn vader was chef bij de PTT in Tandjong Priok. Na het overlijden van zijn vader, in 1934, kwam hij met zijn moeder naar Nederland, waar zij gingen wonen in Amsterdam. Stroeve deed de driejarige HBS in Amsterdam. Vervolgens ging hij naar de Zeevaartschool in Delftzijl. In september 1942 werd de Zeevaartschool wegens de bombardementen overgeplaatst naar Enkhuizen. Hij was op school bevriend met Christiaan de Bakker en Robert Weijhenke, die hem in december 1942 op de hoogte brachten dat Anton Schrader bezig was een ontsnapping naar Engeland op te zetten.
Stroeve is een van de vele Engelandvaarders die met hulp van Anton Schrader en schipper Kees Koole van vrachtschip de Nooit Volmaakt Nederland verliet.
Zijn groep vertrok op 5 mei 1943. De groep bestond uit Jaap Burger, Christiaan de Bakker, Gerard Bruyne, Piet Hendrik de Groot, Christiaan Gutteling, Nieuw-Zeelander Mike Mora, ir Karel de Munter, Ben Reynders, Willy Weijhenke en Robert Weijhenke. De Nooit Volmaakt had hun bootje naar het haventje van Oud-Beijerland gebracht en de groep was daar ingestapt om de riskante reis te ondernemen. Via het Spui kwamen ze op het Haringvliet, waar ze beschoten werden maar in de duisternis wisten te ontsnappen. Op zee werden ze rond het middaguur door een Engelse patrouilleboot opgepakt en in Harwich afgezet. Na de verhoren ontving hij het Bronzen Kruis.

## Australië
Na de oorlog emigreerde Stroeve naar New South Wales, Australië. Hij woonde enkele jaren in Warringah en later in Macquarie. Hij was getrouwd met Johanna Hendrika, en samen hadden ze twee zonen, Hans Gustaaf en Robert John.